# Gill-man

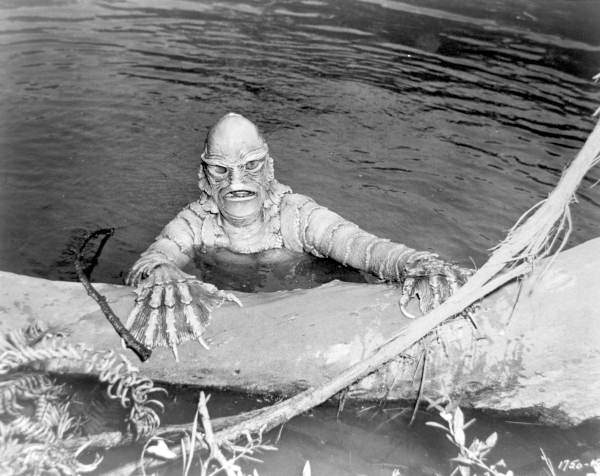
Gill-man w filmie Potwór z Czarnej Laguny (1954)

Gill-man – główny antagonista w amerykańskim horrorze Potwór z Czarnej Laguny (1954) i jego dwóch sequeli Zemsta potwora (1955) i The Creature Walks Among Us (1956). Epizodycznie wystąpił również między innymi w filmie Łowcy potworów (1987), oraz był inspiracją dla humanoidalnego stworzenia w filmie Kształt wody (2017), w reżyserii Guillermo del Toro.

## Opis
Producent William Alland brał udział w przyjęciu podczas kręcenia filmu Obywatel Kane w reżyserii Orsona Wellesa (w którym Alland grał dziennikarza Jerry’ego Thompsona) w 1941 roku, na którym meksykański operator filmowy Gabriel Figueroa opowiedział mu o legendzie o rasie pół-rybich, pół-ludzkich stworzeń w Amazonce. Figueroa wspomniał o swoim przyjacielu, który zniknął w Amazonii podczas kręcenia filmu dokumentalnego na temat rzekomej populacji ryboludzi. W 1951 roku Alland napisał notatki do legendy zatytułowane „The Sea Monster”. Istniały różne projekty Gill-mana, którego Alland wyobraził sobie jako „smutnego, pięknego potwora”. Pierwotnie projekt Gill-mana miał przedstawiać elegancką, kobiecą sylwetkę przypominającą węgorza, która nie miała tylu guzków i skrzeli, jak w ostatecznej wersji. Projektantką zaakceptowanego Gill-mana została była ilustratorka Disneya Milicent Patrick, choć jej rola została celowo bagatelizowana przez wizażystę Buda Westmore’a, któremu przez pół wieku przypisywano wyłączną zasługę za koncepcję Gill-mana. Kombinezon potwora został wykonany z hermetycznie formowanej gumy gąbczastej i kosztował 15 000 dolarów. Podwodne sekwencje zostały nakręcone w Wakulla Springs na północy Florydy (dziś park stanowy), podobnie jak wiele scen z tylnej projekcji. Część filmu kręcono w Jacksonville na Florydzie, na południowym brzegu rzeki St. Johns, u podnóża starego mostu Acosta Bridge. W scenach podwodnych powietrze było doprowadzane do kombinezonu Gill-mana za pomocą gumowego węża.
Gill-man jest płazem, zdolnym do oddychania zarówno w wodzie, jak i poza nią. Posiada duże, błoniaste dłonie z ostrymi pazurami na czubku każdego palca. Łuszcząca się skóra Gill-mana jest niezwykle twarda, co w połączeniu z szybko działającym czynnikiem gojącym pozwala mu przetrwać rany, które dla ludzi byłyby śmiertelne, takie jak postrzały i całkowite spalenie. Posiada również nadludzką siłę, co jest szczególnie podkreślone w drugim i trzecim filmie. Dodatkowo Gill-man ma uśpione płuca, na wypadek gdyby jego skrzela uległy nieodwracalnemu uszkodzeniu. Jest podatny na rotenon i ma lekki światłowstręt ze względu na mętne środowisko wodne w którym głównie przebywa. 35% krwi Gill-mana składa się z leukocytów, pozbawionych jądra komórkowego.